# Saint-Clément (Yonne)
Saint-Clément é uma comuna francesa na região administrativa de Borgonha-Franco-Condado, no departamento de Yonne. Estende-se por uma área de 8,47 km². Em 2010 a comuna tinha 2 827 habitantes (densidade: 333,8 hab./km²).